# Мартін Рейм
Мартін Рейм (ест. Martin Reim; нар. 24 листопада 1972, Тарту, Естонська РСР) — естонський футболіст та тренер, виступав на позиції півзахисника.

## Ранні роки
Народився в Тарту, але виріс у Таллінні. У 1989 році закінчив Середню школу № 49 міста Таллінн, а 2000 року — Талліннський технічний університет

## Клубна кар'єра

### Початок кар'єри
Футболом розпочав займатися в талліннському клубі «Ловід», де його першими тренерами стали батько Олев Рейм та Роман Убаківі. У 1989 році приєднався до складу «Спорту» (Таллінн) з Другої ліги СРСР. Проте вже наступного сезону повернувся до чемпіонату Естонії, де виступав за «Норму». У сезоні 1990 року з 18-ма голами став найкращим бомбардиром чемпіонату Естонської РСР.

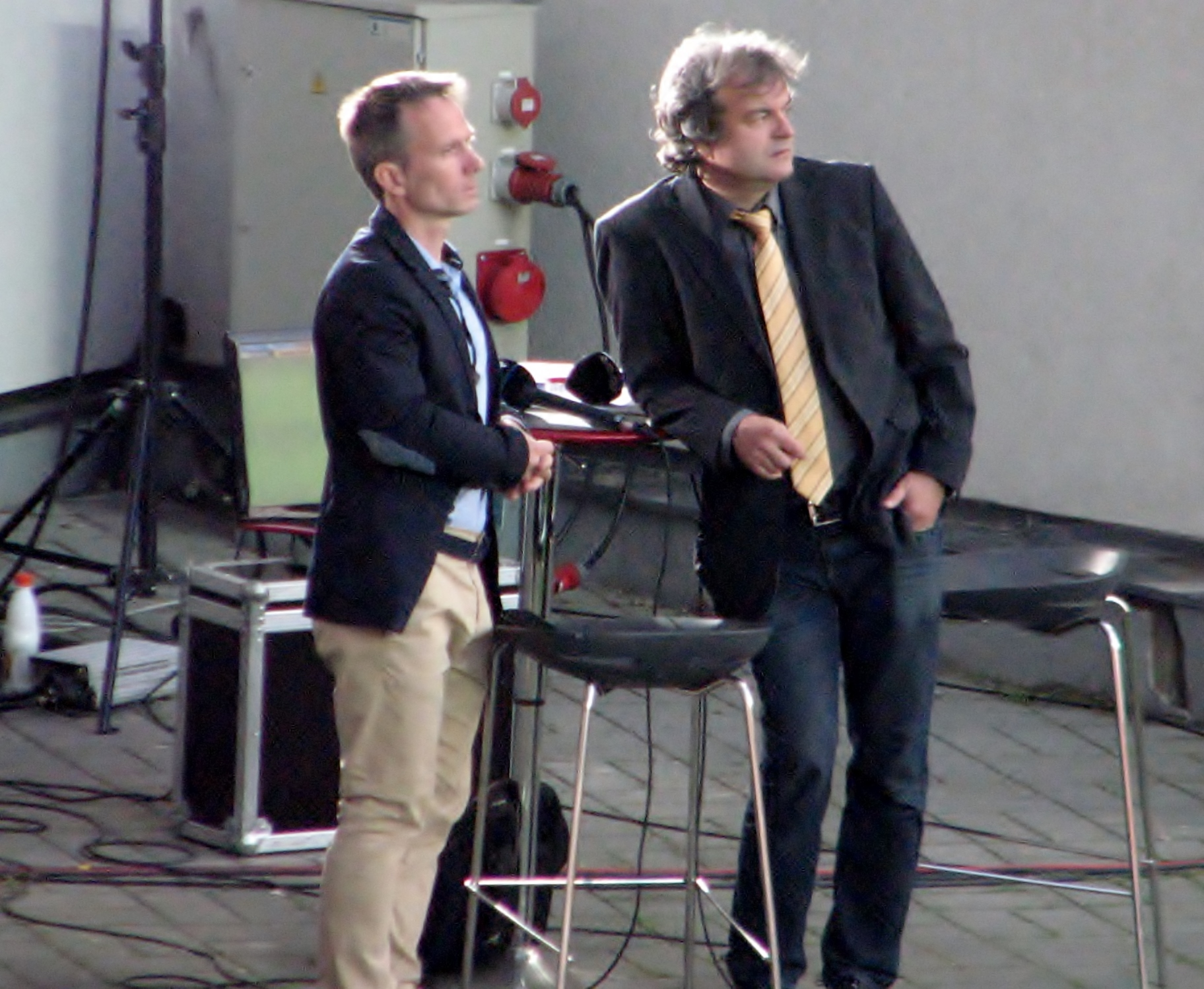
Мартін Рейм (ліворуч) разом з Марко Калювером (2014)

### «Флора»
У 1992 році приєднався до клубу Мейстріліги «Флора», яка стала наступником «Ловіда». У складі клубу виграв 7 трофеїв, у тому числі 4 титули переможця Мейстріліги (1993/94, 1994/95, 1997/98 та 1998), два кубки Естонії (1994/95 та 1997/98) та один суперкубок Естонії (1998).

### КТП
У червні 1999 року до кінця сезону відправився в оренду до клубу Вейккаусліги КТП. У грудні 1999 року відбувся повноцінний перехід до вище вказаного клубу за плату в 150 000 фінських марок (400 000 крон).

### Повернення до «Флора»
У 2001 році повернувся до «Флори». Під час свого другого періоду перебування у «Флорі» виграв три поспіль титули чемпіона Мейстріліги, у 2001, 2002 та 2003 роках, ще один Кубок Естонії у 2008 році та ще три Суперкубки Естонії у 2002, 2003 та 2004 роках. 5 грудня 2008 року оголосив про завершення професіональної кар'єри. Йому належить клубний рекорд за кількістю матчів у Мейстрілізі — 385.

## Кар'єра в збірній
Дебютував у футболці національної збірної Естонії 3 червня 1992 року в нічийному (1:1) товариському матчі проти Словенії (1:1) на стадіоні Кадріорг. Цей матч став першим офіційним матчем Естонії після відновлення незалежності та першим матчем в історії Словенії. Своїм першим голом за збірну відзначився 23 травня 1994 року в програному (1:2) домашньому товариському матчі проти Уельсу. Тричі вигравав естонську нагороду Silverball за найкрасивіший гол у футболці національної збірної: у 1995, 1997, 1999 роках. 2 червня 2001 року провів свій 100-й матч за збірну Естонії, в програному (2:4) домашньому поєдинку кваліфікації чемпіонату світу 2002 року проти Нідерландів. Востаннє футболку національної збірної одягнув 6 червня 2009 року в переможному (3:0) домашньому матчі проти Екваторіальної Гвінеї. Зі 157-ма матчами (14 голів) посідає перше місце у списку гравців, які зіграли найбільше матчів у футболці національної збірної Естонії.

## Кар'єра тренера

### «Флора»
3 грудня 2009 року керівництво «Флори» повідомило, що Мартін замінить Тармо Рюютлі на посаді нового головного тренера клубу. Привів «Флору» до перемоги в сезоні 2010 року, завдяки чому заверши період домінування «Левадії», яка виграла чотири попередні титули Мейстріліги. «Флора» успішно захистила свій титул у сезоні 2011 року та виграла Кубок Естонії 2010/11, у фіналі обіграла (2:0) «Транс» (Нарва). 14 жовтня 2012 року подав у відставку після невдалих виступів клубу у Мейстрілізі, а Марко Лелов і Норберт Хурт зайняли вакантну посаду.

### Юнацькі та молодіжні збірна Естонії
У жовтні 2012 року призначений головним тренером юнацької збірної Естонії (U-18), молодіжної та олімпійської збірних країни. Очолював молодіжну збірну Естонії, яка виграла Кубок Балтії 2014 року.

### Національна збірна Естонії
14 вересня 2016 року Естонська футбольна асоціація призначила Мартіна Рейма головним тренером національної збірної Естонії до закінчення кваліфікаційного турніру до чемпіонату світу 2018 року. 17 червня Мартін та його тренерський штаб подали у відставку через шість днів після поразки (0:8) у матчі кваліфікації чемпіонату Європи 2020 від Німеччини.

### «Левадія»
З листопада 2019 року тренував клуб вищого дивізіону «Левадія» (Таллінн), з яким посів третє місце в чемпіонаті в сезоні 2020 року.

### Юнацька збірна Естонії (U-19)
З початку 2021 року очолював юнацьку збірну Естонії (U-19). У березні 2021 року тимчасово виконував обов'язки головного тренера національної збірної, оскільки швейцарський керманич команди Томас Геберлі та 15 гравців опинилися поза грою через коронавірус.

## Статистика виступів

### Клубна
| Клуби                  | Сезон             | Ліга                     | Ліга  | Ліга | Кубок | Кубок | Єврокубки | Єврокубки | Інші  | Інші | Загалом | Загалом |
| Клуби                  | Сезон             | Дивізіон                 | Матчі | Голи | Матчі | Голи  | Матчі     | Голи      | Матчі | Голи | Матчі   | Голи    |
| ---------------------- | ----------------- | ------------------------ | ----- | ---- | ----- | ----- | --------- | --------- | ----- | ---- | ------- | ------- |
| «ВАЗ-Жигулі» (Таллінн) | 1986              | II ліга, Естонська РСР   | ?     | 1    |       |       | –         | –         |       |      | ?       | 1       |
| «Ловід/Флора»          | 1988              | Вища ліга Естонської РСР | 21    | 10   |       |       | –         | –         |       |      | 21      | 10      |
| «Спорт» (Таллінн)      | 1989              | Друга ліга СРСР (5 зона) | 35    | 3    |       |       | –         | –         |       |      | 35      | 3       |
| «Норма» (Таллінн)      | 1990              | чемпіонат Естонської РСР | 18    | 18   |       |       | –         | –         |       |      | 18      | 18      |
| «Норма» (Таллінн)      | 1991              | чемпіонат Естонської РСР | 20    | 11   |       |       | –         | –         |       |      | 20      | 11      |
| «Норма» (Таллінн)      | Загалом           | Загалом                  | 38    | 29   |       |       | –         | –         |       |      | 38      | 29      |
| «Флора» (Таллінн)      | 1992              | Мейстріліга              | 9     | 7    |       |       | –         | –         |       |      | 0       | 0       |
| «Флора» (Таллінн)      | 1992/93           | Мейстріліга              | 21    | 11   |       |       | –         | –         |       |      | 0       | 0       |
| «Флора» (Таллінн)      | 1993/94           | Мейстріліга              | 23    | 6    |       |       | –         | –         |       |      | 0       | 0       |
| «Флора» (Таллінн)      | 1994/95           | Мейстріліга              | 22    | 8    |       |       | 2         | 0         |       |      | 0       | 0       |
| «Флора» (Таллінн)      | 1995/96           | Мейстріліга              | 24    | 2    |       |       | 2         | 0         |       |      | 0       | 0       |
| «Флора» (Таллінн)      | 1996/97           | Мейстріліга              | 23    | 3    |       |       | 2         | 0         | 1     | 0    | 0       | 0       |
| «Флора» (Таллінн)      | 1997/98           | Мейстріліга              | 23    | 5    |       |       | 2         | 0         |       |      | 0       | 0       |
| «Флора» (Таллінн)      | 1998              | Мейстріліга              | 13    | 2    |       |       | 2         | 0         | 1     | 0    | 0       | 0       |
| «Флора» (Таллінн)      | 1999              | Мейстріліга              | 9     | 3    |       |       | 0         | 0         |       |      | 0       | 0       |
| «Флора» (Таллінн)      | Загалом           | Загалом                  | 167   | 49   | 0     | 0     | 10        | 0         | 2     | 0    | 179     | 49      |
| «Лелле» (оренда)       | 1996/97           | Есілііга                 | 1     | 0    |       |       | –         | –         |       |      | 1       | 0       |
| КТП (оренда)           | 1999              | Вейккаусліга             | 21    | 2    |       |       |           |           |       |      | 20      | 2       |
| КТП                    | 2000              | Вейккаусліга             | 29    | 1    |       |       |           |           |       |      | 29      | 1       |
| КТП                    | Загалом           | Загалом                  | 49    | 3    | 0     | 0     | 0         | 0         | 0     | 0    | 49      | 3       |
| «Флора» (Таллінн)      | 2001              | Мейстріліга              | 25    | 4    |       |       | 2         | 0         | 1     | 0    | 0       | 0       |
| «Флора» (Таллінн)      | 2002              | Мейстріліга              | 27    | 2    |       |       | 2         | 0         |       |      | 0       | 0       |
| «Флора» (Таллінн)      | 2003              | Мейстріліга              | 15    | 2    |       |       | 0         | 0         | 1     | 0    | 16      | 2       |
| «Флора» (Таллінн)      | 2004              | Мейстріліга              | 26    | 2    |       |       | 2         | 0         |       |      | 28      | 2       |
| «Флора» (Таллінн)      | 2005              | Мейстріліга              | 28    | 1    |       |       | 2         | 0         |       |      | 30      | 1       |
| «Флора» (Таллінн)      | 2006              | Мейстріліга              | 29    | 5    |       |       | 4         | 0         | 1     | 0    | 34      | 5       |
| «Флора» (Таллінн)      | 2007              | Мейстріліга              | 35    | 4    |       |       | 2         | 0         |       |      | 37      | 4       |
| «Флора» (Таллінн)      | 2008              | Мейстріліга              | 33    | 2    |       |       | 2         | 0         | 1     | 0    | 36      | 2       |
| «Флора» (Таллінн)      | Загалом           | Загалом                  | 218   | 22   | 0     | 0     | 16        | 0         | 4     | 0    | 238     | 22      |
| «Тервіс» (оренда)      | 2003              | Есілііга                 | 2     | 0    |       |       | –         | –         |       |      | 2       | 0       |
| «Тервіс» (оренда)      | Загалом           | Загалом                  | 2     | 0    |       |       | –         | –         |       |      | 2       | 0       |
| «Вімсі МРЙК»           | 2012              | IV Ліга «Захід»          | 15    | 4    | 0     | 0     | –         | –         | 2     | 1    | 17      | 5       |
| «Вімсі МРЙК»           | 2013              | III Ліга «Захід»         | 11    | 0    | 1     | 0     | –         | –         | 2     | 1    | 14      | 1       |
| «Вімсі МРЙК»           | 2014              | ІІ Ліга «Південь/Захід»  | 17    | 3    | 2     | 0     | –         | –         | 1     | 0    | 20      | 3       |
| «Вімсі МРЙК»           | 2015              | ІІ Ліга «Південь/Захід»  | 5     | 0    | 0     | 0     | –         | –         | 0     | 0    | 5       | 0       |
| «Віймсі»               | 2016              | Есілііга Б               | 12    | 2    | 1     | 0     | –         | –         | 0     | 0    | 13      | 2       |
| «Віймсі»               | Загалом           | Загалом                  | 60    | 9    | 4     | 0     | –         | –         | 5     | 2    | 69      | 11      |
| Віймсі II (дубль)      | 2016              | ІІ Ліга «Південь/Захід»  | 10    | 0    | 1     | 0     | –         | –         | 0     | 0    | 11      | 0       |
| Віймсі II (дубль)      | Загалом           | Загалом                  | 10    | 0    | 1     | 0     | –         | –         | 0     | 0    | 11      | 0       |
| Усього за кар'єру      | Усього за кар'єру | Усього за кар'єру        | 0     | 0    | 0     | 0     | 0         | 0         | 0     | 0    | 0       | 0       |

### У збірній

#### По роках
Оновлено станом на 23 вересня 2016 року
| національна збірна Естонії | національна збірна Естонії | національна збірна Естонії |
| Рік                        | Матчі                      | Голи                       |
| -------------------------- | -------------------------- | -------------------------- |
| 1992                       | 3                          | 0                          |
| 1993                       | 12                         | 0                          |
| 1994                       | 9                          | 1                          |
| 1995                       | 10                         | 4                          |
| 1996                       | 9                          | 1                          |
| 1997                       | 16                         | 1                          |
| 1998                       | 11                         | 1                          |
| 1999                       | 16                         | 3                          |
| 2000                       | 9                          | 3                          |
| 2001                       | 12                         | 0                          |
| 2002                       | 9                          | 0                          |
| 2003                       | 8                          | 0                          |
| 2004                       | 13                         | 0                          |
| 2005                       | 8                          | 0                          |
| 2006                       | 3                          | 0                          |
| 2007                       | 8                          | 0                          |
| 2008                       | 0                          | 0                          |
| 2009                       | 1                          | 0                          |
| Загалом                    | 157                        | 14                         |

#### Голи за збірну
| №  | Дата             | Місце                                                   | Матч | Гол               | Рахунок | Результат | Змагання                            |
| -- | ---------------- | ------------------------------------------------------- | ---- | ----------------- | ------- | --------- | ----------------------------------- |
| 1  | 23 травня 1994   | Кадріорг, Таллінн, Естонія                              | 18   | Уельс             | 1–2     | 1–2       | Товариський матч                    |
| 2  | 15 лютого 1995   | Ціріон, Лімасол, Кіпр                                   | 27   | Кіпр              | 1–1     | 1–3       | Товариський матч                    |
| 3  | 25 березня 1995  | Арекі, Салерно, Італія                                  | 28   | Італія            | 1–3     | 1–4       | кваліфікація чемпіонату Європи 1996 |
| 4  | 11 June 1995     | Кадріорг, Таллінн, Естонія                              | 31   | Словенія          | 1–0     | 1–3       | кваліфікація чемпіонату Європи 1996 |
| 5  | 3 вересня 1995   | Максимир, Загреб, Хорватія                              | 33   | Хорватія          | 1–1     | 1–7       | кваліфікація чемпіонату Європи 1996 |
| 6  | 9 липня 1996     | Нарва Креенхолмі, Нарва, Естонія                        | 38   | Литва             | 1–1     | 1–1       | Кубок Балтії 1996                   |
| 7  | 9 липня 1997     | Жальгіріс, Вільнюс, Литва                               | 53   | Литва             | 1–2     | 1–2       | Кубок Балтії 1997                   |
| 8  | 4 червня 1998    | Кадріорг, Таллінн, Естонія                              | 62   | Фарерські острови | 2–0     | 5–0       | кваліфікація чемпіонату Європи 2000 |
| 9  | 22 січня 1999    | Муніципальний стадіон Умм аль-Фам, Умм аль-Фам, Ізраїль | 72   | Норвегія          | 1–3     | 3–3       | Товариський матч                    |
| 10 | 4 вересня 1999   | Торсволлюр, Торсгавн, Фарерські острови                 | 80   | Фарерські острови | 1–0     | 2–0       | кваліфікація чемпіонату Європи 2000 |
| 11 | 1 листопада 1999 | Мохаммед бін Заєд, Абу-Дабі, ОАЕ                        | 84   | ОАЕ               | 1–0     | 2–2       | Товариський матч                    |
| 12 | 25 лютого 2000   | Національний стадіон Раджамангала, Бангкок, Таїланд     | 88   | Таїланд           | 1–2     | 1–2       | Кубок короля 2000                   |
| 13 | 16 серпня 2000   | Кадріорг, Таллінн, Естонія                              | 90   | Андорра           | 1–0     | 1–0       | кваліфікація чемпіонату світу 2002  |
| 14 | 7 жовтня 2000    | Комуналь д'Андорра-ла-Велья, Андорра-ла-Велья, Андорра  | 92   | Андорра           | 1–0     | 2–1       | валіфікація чемпіонату світу 2002   |

### Як тренера
Станом на 11 червня 2019 року
| Команда | З       | По      | Досягнення | Досягнення | Досягнення | Досягнення | Досягнення |
| Команда | З       | По      | Іг         | В          | Н          | П          | % перемог  |
| ------- | ------- | ------- | ---------- | ---------- | ---------- | ---------- | ---------- |
| Естонія | 2016    | 2019    | 34         | 12         | 7          | 15         | 35,29      |
| Загалом | Загалом | Загалом | 34         | 12         | 7          | 15         | 35,29      |

## Досягнення

### Як гравця
«Флора» (Таллінн)
- Мейстріліга
  -  Чемпіон (6): 1993/94, 1994/95, 1997/98, 1998, 2001, 2002, 2003
  -  Срібний призер (5): 1992/93, 1995/96, 1996/97, 2007, 2008
- Кубок Естонії
  -  Володар (3): 1995, 1998, 2008
  -  Фіналіст (3): 2001, 2003, 2006
- Суперкубок Естонії
  -  Володар (4): 1998, 2002, 2003, 2004

КТП
- Кубок Фінляндії
  -  Фіналіст (1): 2000

«Норма»
- Чемпіонат Естонської РСР
  -  Срібний призер (2): 1990, 1991

### Як тренера
«Флора» (Таллінн)
- Мейстріліга
  -  Чемпіон (2): 2010, 2011
- Кубок Естонії
  -  Володар (1): 2011
- Суперкубок Естонії
  -  Володар (2): 2011, 2012

молодіжна збірна Естонії
- Молодіжний кубок Балтії
  -  Володар (1): 2014

### Індивідуальні
- Чемпіонат Естонської РСР
  - Найкращий бомбардир чемпіонату Естонської РСР (1): 1990
- Збірна Естонії
  - Срібний м'яч (3): 1995, 1997, 1999
  - Футболіст року в Естонії (1): 1995[14]
- Почесні відзнаки Естонської футбольної асоціації (1): 2004
- Орден Білої зірки 5-го ступеня (1): 2011[15]
- Орден «За заслуги» Олімпійського комітету Естонії (1): 2021